# Lichtenwörth
Lichtenwörth est une commune autrichienne du district de Wiener Neustadt-Land en Basse-Autriche.
Dominic Thiem y réside.

## Histoire
Pendant le Troisième Reich, un sous-camp de Mauthausen est en activité dans la ville. Les détenus sont principalement des femmes juives qu'on force à marcher depuis Budapest. Les conditions de détention y sont brutales, plus de 300 personnes y meurent de malnutrition et de typhus.